# أولاد علي (ربع الفوقي)
أولاد علي هو دُوَّار يقع بجماعة أولاد مكودو، إقليم صفرو، جهة فاس مكناس في المملكة المغربية. ينتمي الدوّار لمشيخة ربع الفوقي التي تضم 5 دواوير. يقدر عدد سكانه بـ 260 نسمة حسب الإحصاء الرسمي للسكان والسكنى لسنة 2004.

## روابط خارجية
- البوابة الوطنية للجماعات الترابية
- المندوبية السامية للتخطيط